# Saint-Claude
Saint-Claude (nombres anteriores, Condat y Saint-Oyend) es una población y comuna francesa, situada en la región del Franco Condado, departamento de Jura. Es la subprefectura del distrito y chef-lieu  del cantón de su nombre.

## Demografía
| 3 657                     | 3 579 | 3 525 | 4 463 | 5 270 | 5 238 | 5 471 | 5 897 | 5 885 | 6 316 | 6 809 | 7 083 | 7 550 | 8 216 | 8 932 | 9 782 | 10 146 | 10 449 | 10 980 | 12 022 | 12 631 | 13 947 | 13 436 | 11 381 | 10 749 | 11 301 | 12 114 | 12 486 | 13 511 | 12 715 | 12 704 | 12 303 | 11 635 |
| (Fuente: INSEE y Cassini) |       |       |       |       |       |       |       |       |       |       |       |       |       |       |       |        |        |        |        |        |        |        |        |        |        |        |        |        |        |        |        |        |

## Ciudadanos célebres
- Angelique Boyer, actriz y modelo